# بابا سرخة (حومة بيجار)
بابا سرخة (بالفارسية: باباسرخه) هي قرية تقع في إيران في حومة. يقدر عدد سكانها بـ 65 نسمة بحسب إحصاء 2016.